# Phare de l'Île-Parisienne
Le phare de l'Île-Parisienne (anglais : Ile Parisienne Lighthouse) est une station d'aide à la navigation au Canada située au sud de l'île Parisienne au centre de la baie Whitefish (en) du lac Supérieur en Ontario. La phare a été construit en 1911 pour pallier l'augmentation du trafic maritime à la suite de la construction des écluses du Sault. Il a été reconnu édifice fédéral du patrimoine en 1991.